# Leviapseudes weberi
Leviapseudes weberi är en kräftdjursart som först beskrevs av Hugo Frederik Nierstrasz 1913.  Leviapseudes weberi ingår i släktet Leviapseudes och familjen Apseudidae. Inga underarter finns listade i Catalogue of Life.